# Kommunikationer i Stockholm

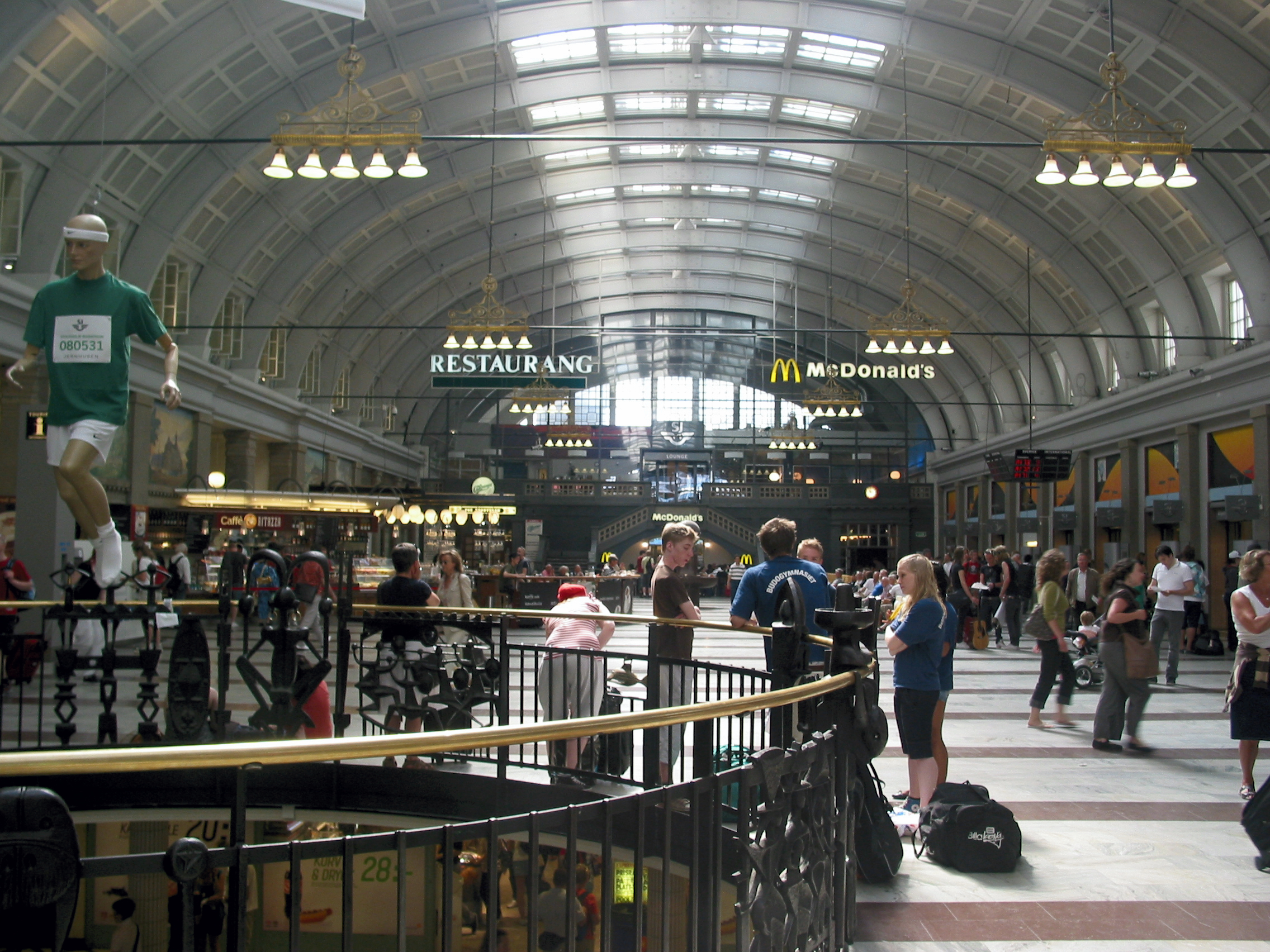
Stockholms central med "spottkoppen"; en centralpunkt för kommunikationer i Stockholm

Stockholm är Sveriges största knutpunkt för transporter.[källa behövs] Det är Nordens största tätort och större delen av persontrafiken mellan södra och norra Sverige sker via Stockholm. Detta gäller även mycket av godstrafiken. Stockholm är den viktigaste hamnstaden i Sveriges största befolkningscentrum Mälardalsregionen, med direkt vattenförbindelse till andra städer kring Mälaren (Enköping, Strängnäs, Södertälje, Köping och Västerås), samt Östersjön. Mellan Stockholm och Uppsala finns Sveriges största och Nordens tredje största flygplats, Arlanda, och Stockholm har också en stadsflygplats, Bromma. Inom Storstockholm finns ett nätverk av motorvägsförbindelser som även sträcker sig söderut (motorväg via Östergötland till Småland) och västerut motorväg via Södertälje och Strängnäs till Eskilstuna, samt via Västerås till Örebro. Norrut motorväg via Arlanda och Uppsala till Gävle. Stockholm ligger geografiskt ungefär mitt emellan Norges huvudstad Oslo och Finlands huvudstad Helsingfors, mellan vilka det går en europaväg (mot Oslo i form av delvis motorväg och mot Helsingfors i form av färja). Stockholm har också interna färjeleder för persontransport.

## Historik

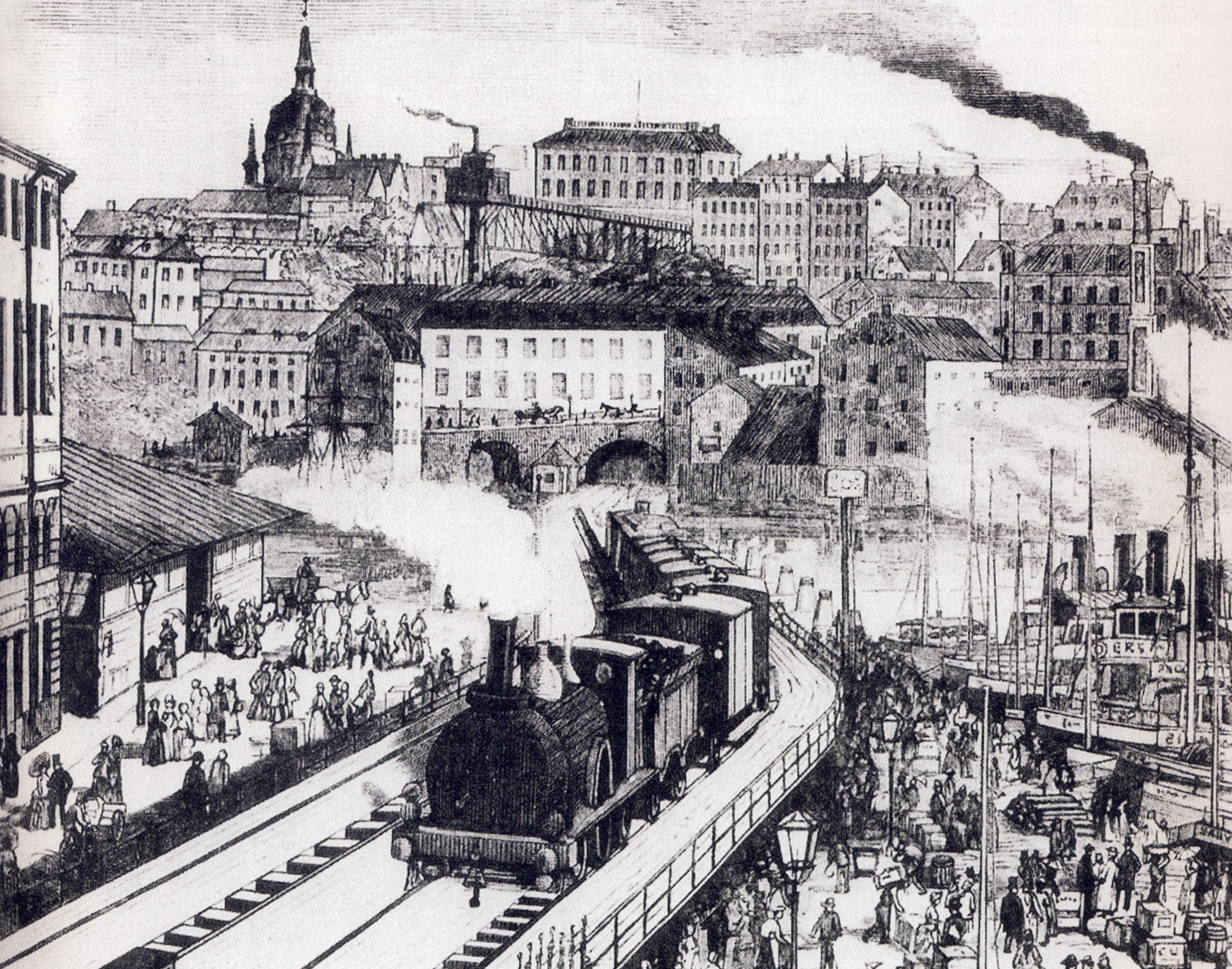
Sammanbindningsbanan 1886.

Utvecklingen av Stockholms kommunikationer har historiskt präglats av stadens roll som knutpunkt som huvudstad och stadens många vattendrag, vilka varit till såväl nytta som problem för kommunikationerna under olika tider.
Till 1800-talets stora kommunikationsprojekt i Stockholm räknas bland annat Sammanbindningsbanan och Lindhagenplanens gatunät.
Under 1900-talet präglades utvecklingen av Stockholms kommunikationer bland annat av Slussen, södertunnlarna Södertunneln, Södra tunneln, Söderströmstunneln, Södermalmstunneln och Söderledstunneln, mälarbroarna, Norrmalmsregleringen, tunnelbanan, Essingeleden, samt utöver Essingeleden även andra ringledsprojekt.

## Vägnät

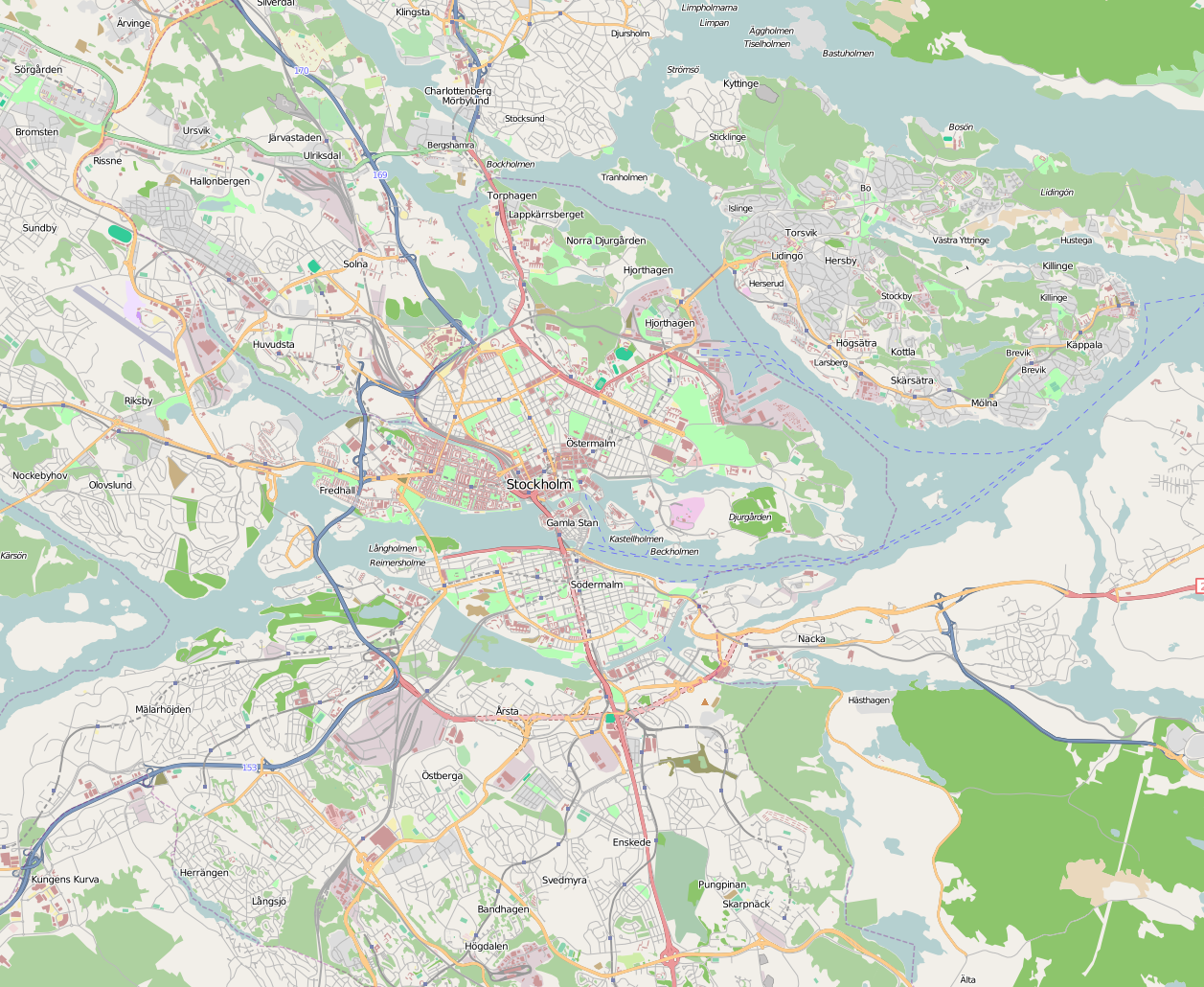
Stockholms vägnät 2008.

Stockholms geografiska läge på några öar mellan Mälaren och Östersjön har varit en bra plats när transporter av människor och gods huvudsakligen gick på vattnet. För transporter till lands var alla vattendrag ett besvärligt hinder och på medeltiden fanns bara några få färdvägar mot söder respektive norr. Ända fram till 1670-talet var Göta landsväg den enda vägförbindelsen söderut mot Götaland.
Med Sverige som stormakt kom även viljan att ge Stockholm ett "modernt" gatunät och Clas Fleming genomförde stadens första gaturegleringar på 1600-talets mitt. Fler gaturegleringar följde; Albert Lindhagens stadsplaneringar på 1800-talets slut och Yngve Larssons förnyelse av Stockholm på 1900-talets mitt, där Norrmalmsregleringen innebar en stor förändring för både vägtrafiken och kollektivtrafiken i innerstaden. På 1930-talet var det en av stadsplanerarnas och samhällsplaneringens viktigaste uppgifter att planera Stockholms vägnät för den förväntade fordonsökningen. Då skapades flera stora infrastrukturprojekt i Stockholm. Nästan samtidigt invigdes Västerbron (1935), Tranebergsbron (1934) och Slussen (1935). På 1960-talet skisserade man även Stockholms yttre trafikplan med en ringled som till stor del, men inte helt, fullföljts.
Enligt 1960 års trafikplaner skulle ett omfattande nät av stadsmotorvägar och trafikleder anpassa Stockholm till bilismen. Vägprojekt som Brommagrenen, Blasieholmsleden och Salemsleden genomfördes aldrig och lades ner i början av 1970-talet. Huvudleden mot syd utgörs av Essingeleden och Södertäljevägen (med Europavägarna E4 och E20), mot väst är det Drottningholmsvägen och Bergslagsvägen, mot nord är det Uppsalavägen (E4) och  Roslagsvägen (E18) och mot nordöst Lidingövägen (E20). Mot öst och sydöst leds trafiken på Värmdöleden, Nynäsvägen respektive Huddingevägen.
Stockholms ringled är fortfarande inte fullbordad. Medan man har färdigställt Norra länken, är bygget av ringens sista delsträcka, Österleden, ej beslutat.
Vägtrafiken i Stockholm är Sveriges mest omfattande i förhållande till landytan och Essingeleden är den mest belastade infartsleden med i genomsnitt 160 000 fordon/dygn (2007). För närvarande (2013) är Stockholm en av två städer i Sverige vars gatunät delvis är belagt med trängselskatt. Den andra är Göteborg.

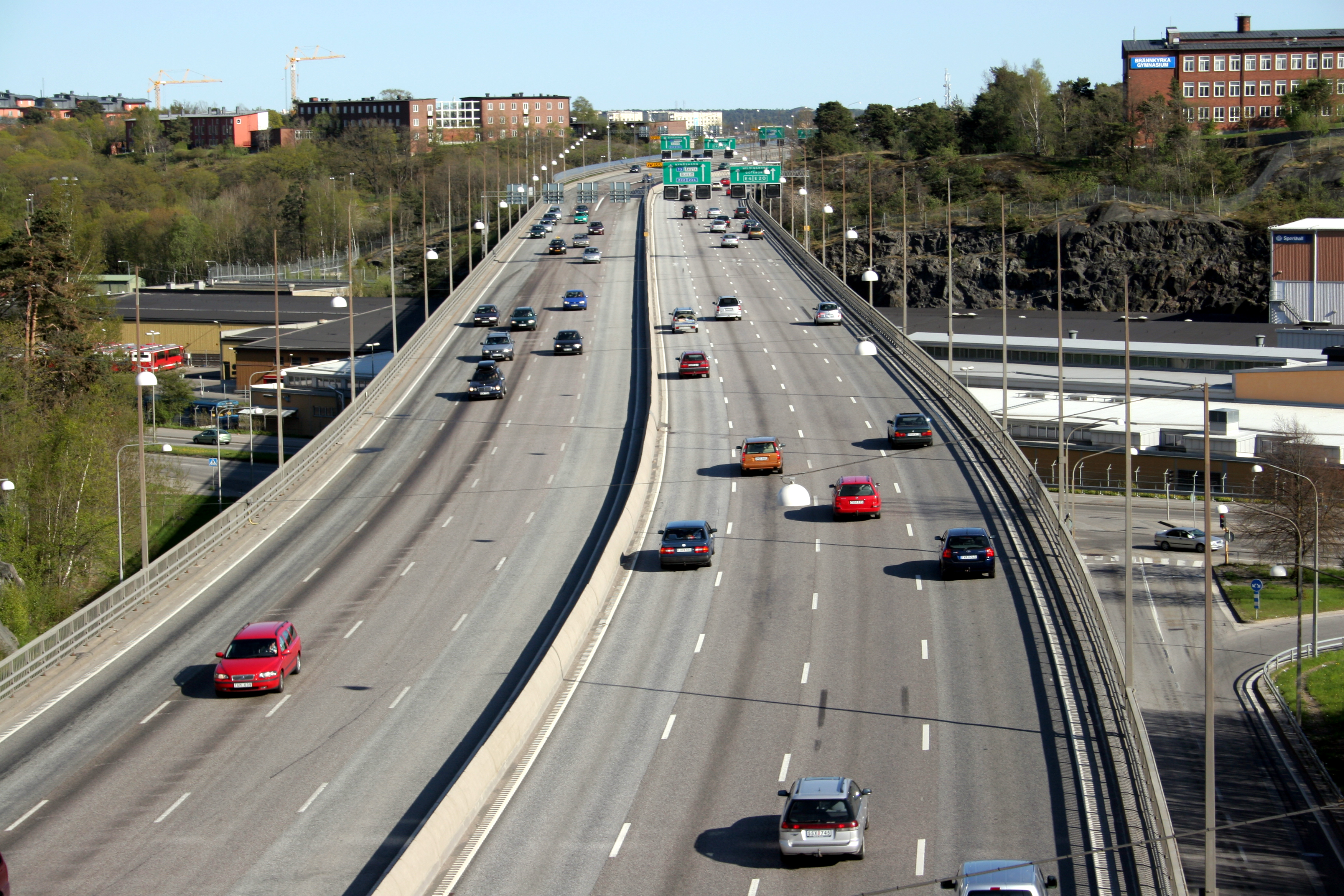
Essingeleden söderut.
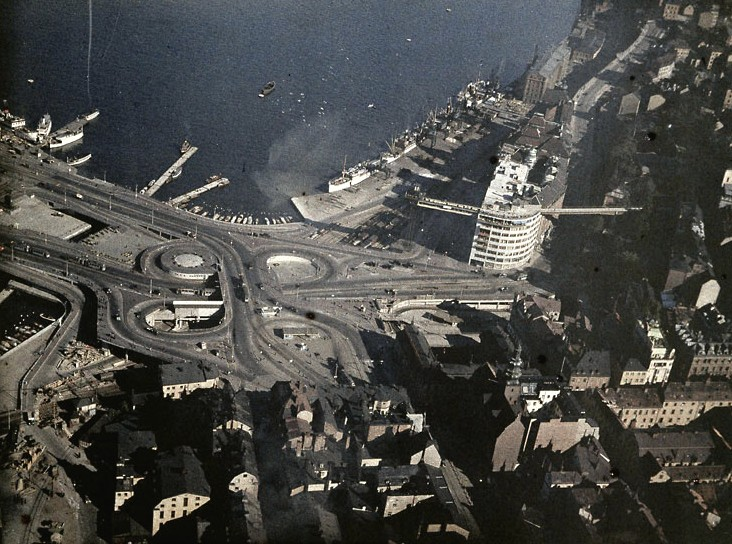
Slussens fyrklöver.
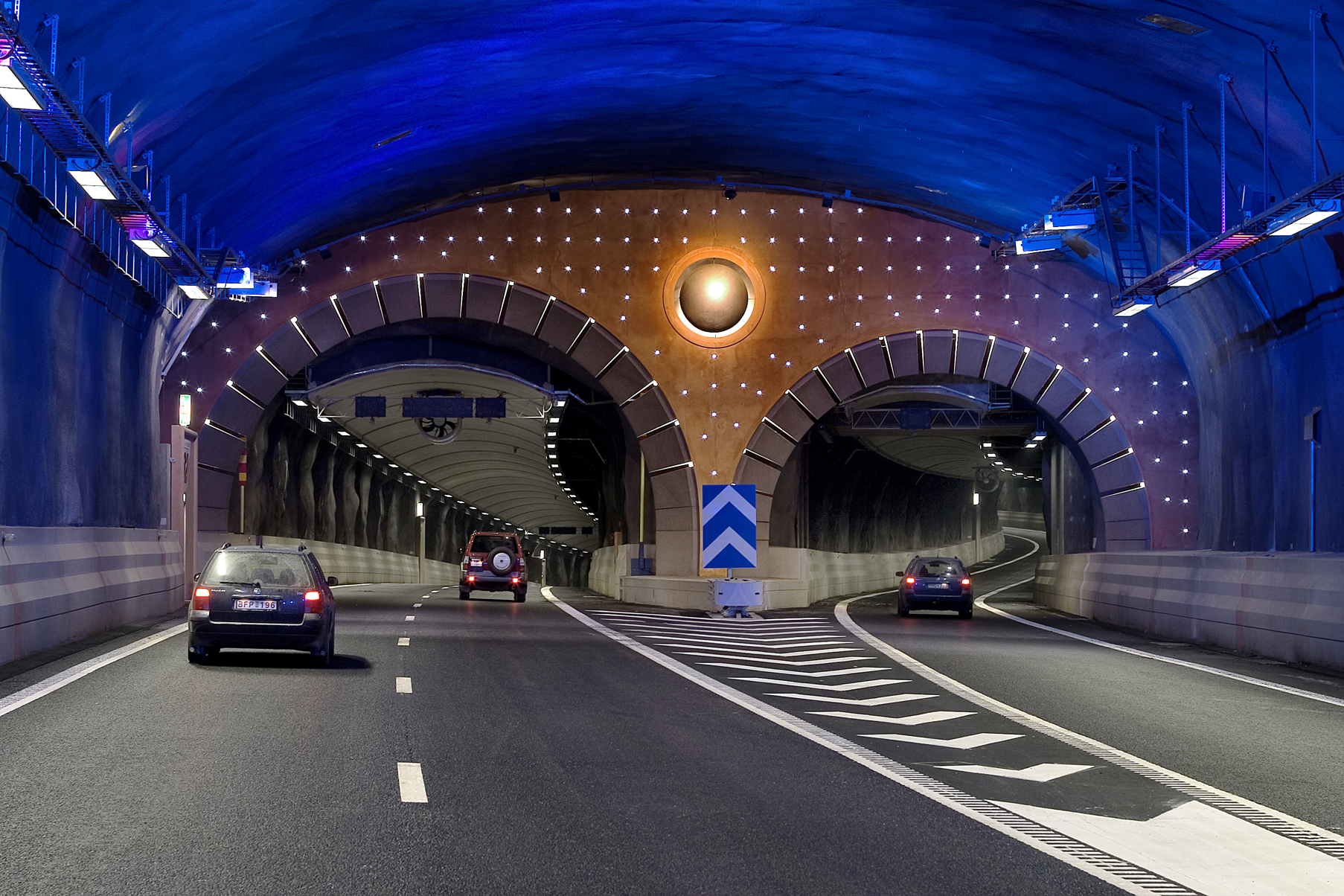
En av Södra länkens tunnlar.

## Kollektivtrafik

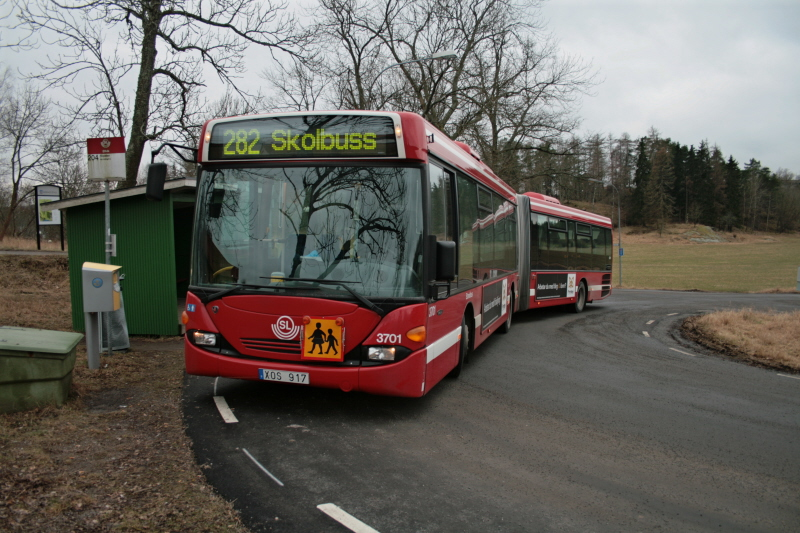
En SL-buss på Lidingö.

Stockholms kollektivtrafik består av pendeltåg, tunnelbana, lokaltåg, spårvagn, buss, och skärgårdsbåt. Region Stockholms trafikförvaltning ansvarar för trafiken till lands (med varumärket SL) och till sjöss genom sitt dotterbolag Waxholms Ångfartygs AB. Trafikförvaltningen upphandlar trafiktjänsterna från olika trafikföretag.
Snabbtrafiken till och från flygplatserna Arlanda och Bromma drivs kommersiellt, separat från SL, av Vy Flygbussarna (buss) och Arlanda Express (tåg).

### Tunnelbana

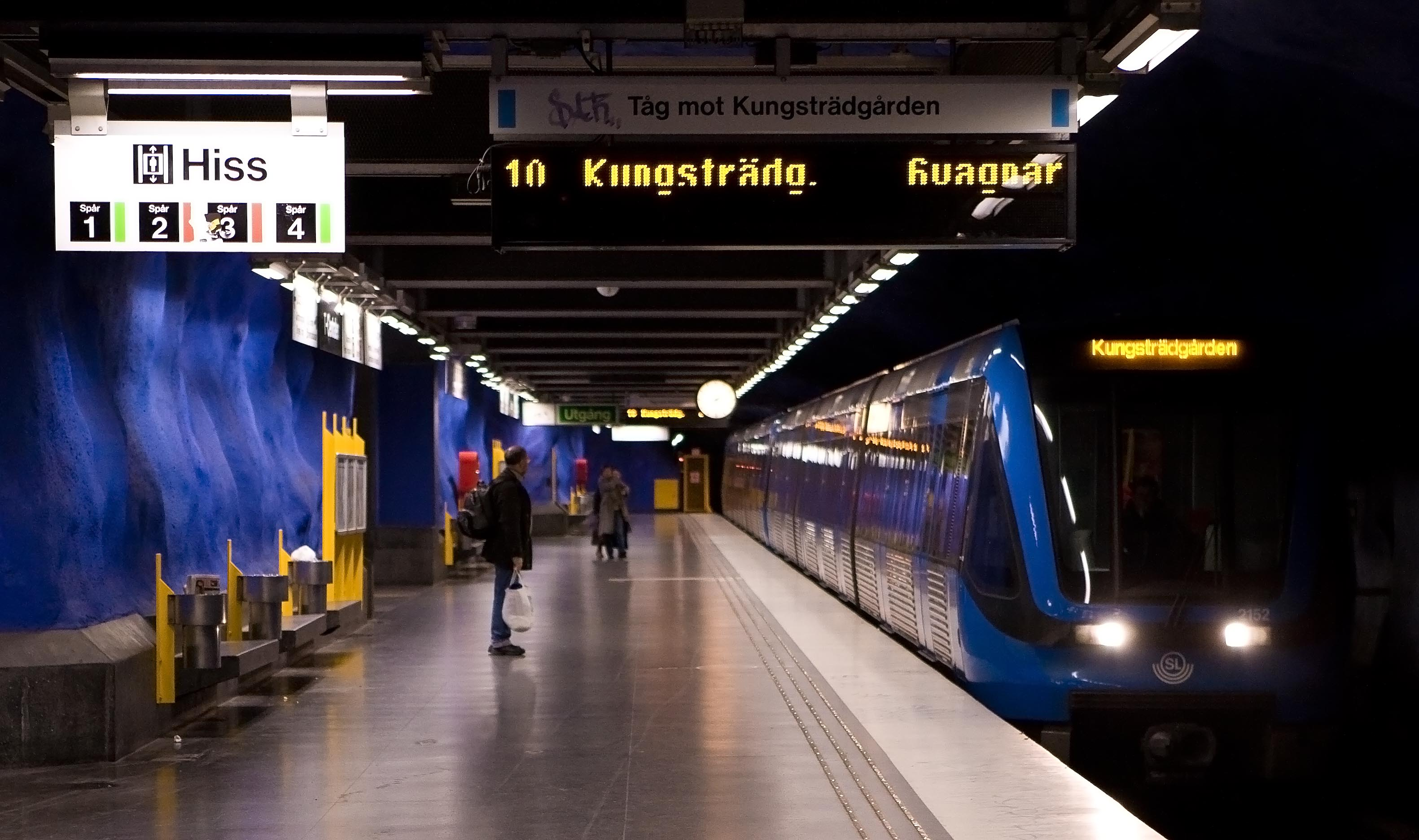
Ett tunnelbanetåg av typen C20 på T-Centralen.

Stockholms tunnelbana är ett cirka 110 km långt tunnelbanesystem som betjänar Stockholm och dess förorter. Den första sträckan invigdes 1 oktober 1950 och den senaste sträckan 1994. Principbeslutet om utbyggnaden togs av Stockholms stadsfullmäktige 16 juni 1941, och arbetet påbörjades 1944.
Stockholms tunnelbana ligger i banlängd enligt en sammanställning på 22:a plats bland världens tunnelbanor. Antalet passagerare är cirka 303 miljoner per år (2007), vilket enligt samma mätning ger 34:e plats i världen. Den är därmed en av de största i förhållande till folkmängden i den stad den betjänar. Den har en spårlängd på drygt 105 kilometer fördelade på tre linjer (gröna, röda och blå linjen) och 100 stationer.
Tunnelbanan ägs av Region Stockholms trafikförvaltning (SL). Trafiken är anbudsupphandlad och drivs sedan 2 november 2009 av MTR Tunnelbanan AB som tillhör det Hongkong-baserade företaget MTR Corporation.

### Järnvägar

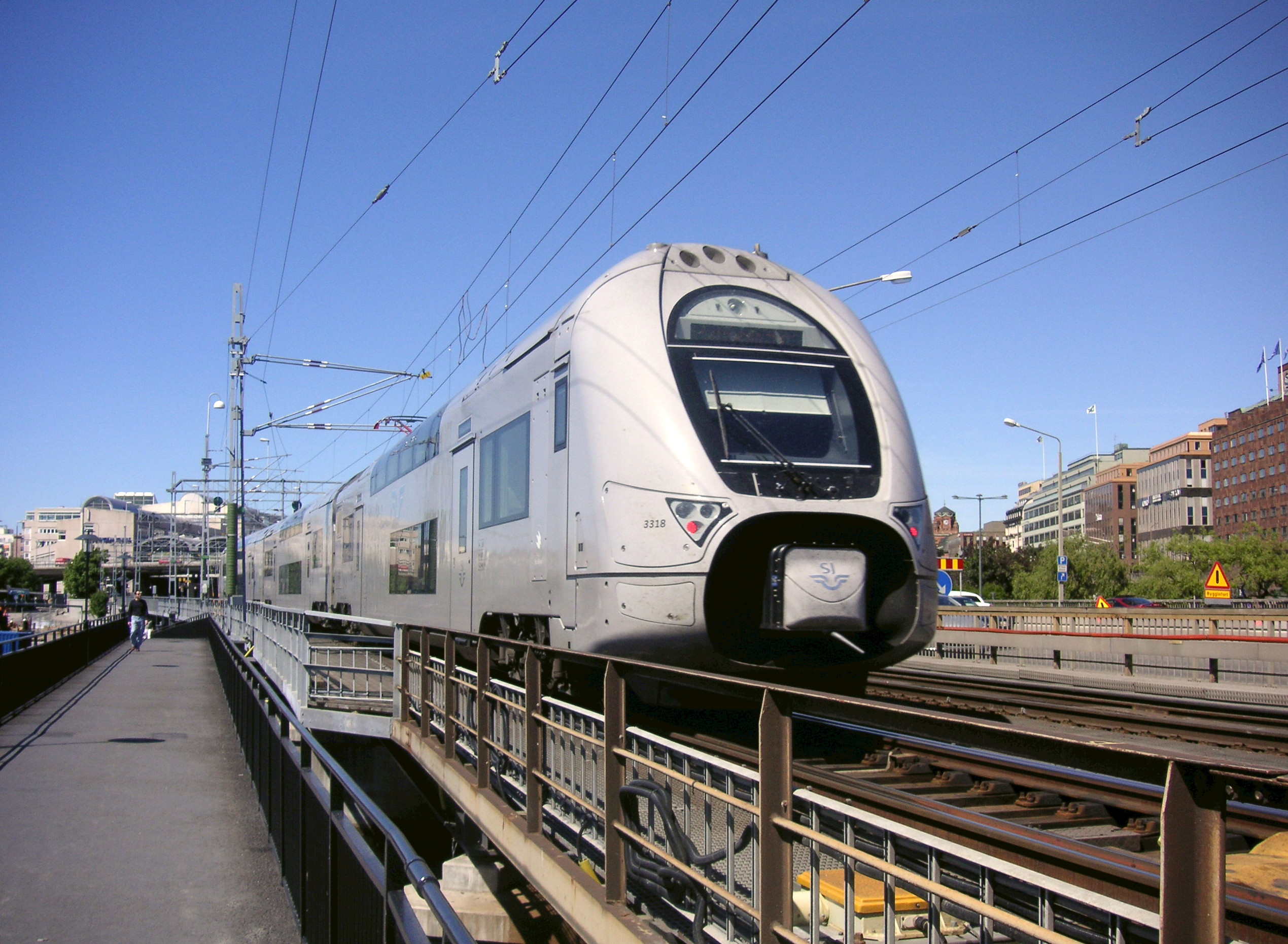
Ett tåg på järnvägsbron över Söderström.

Stockholm genomkorsas av flera järnvägar. Stockholms Central är landets största järnvägsknutpunkt. Härifrån utgår persontågen på Ostkustbanan, Mälarbanan, Västra stambanan, Södra stambanan, Svealandsbanan och Nynäsbanan.
Godstrafiken till och från Stockholm är omfattande. De stora knutpunkterna är Älvsjö och Tomteboda. Från Tomteboda utgår även godsbanan Värtabanan mot Värtahamnen.
Stockholms centralstation (Stockholm C) är centrum för den tyngsta tågtrafiken i landet och 80 procent av alla fjärrtåg passerar någon gång under sin färd Stockholm C. Det går många regionala tåg från Stockholm och området som har kontakt med dessa regionaltåg har med åren ökat i omfång[källa behövs]. Tågen går bland annat till Uppsala och Eskilstuna men även till Gävle, Arboga och Linköping. Det går också tåg på längre sträckor och bland dessa utgörs de snabbaste och tätaste förbindelserna av X2000-tåg. Dessa tåg går bland annat till Köpenhamn och Göteborg. Nattåg med sovvagnar går till övre Norrland, Jämtland och Skåne.
Stommen i den regionala tågtrafiken utgörs av Stockholms pendeltåg. Dessa har Stockholm City som huvudstation och går till Bålsta, Märsta, Uppsala, Södertälje centrum och Nynäshamn. På dessa linjer finns viktiga pendeltågsstationer som till exempel Upplands Väsby, Jakobsberg och Älvsjö. 
Den södra infarten till Stockholm C är en flaskhals i det svenska järnvägsnätet. Den har endast två spår. I rusningstrafik samsas både fjärrtåg, regionaltåg  och godståg på dessa spår. Spårbristen gör att risken för störningar är stor och de kan sprida sig över hela det nationella järnvägsnätet. Denna järnvägssträcka har på grund av dessa omständigheter fått öknamnet "getingmidjan". Tidigare gick även pendeltågstrafiken här, men 2017 öppnades Citybanan som ger pendeltågen ett eget dubbelspår genom de centrala delarna av Stockholm.
De två mindre järnvägarna Roslagsbanan och Saltsjöbanan trafikeras av lokaltåg. De utgår från Stockholms östra respektive Slussen.

### Flygtrafik

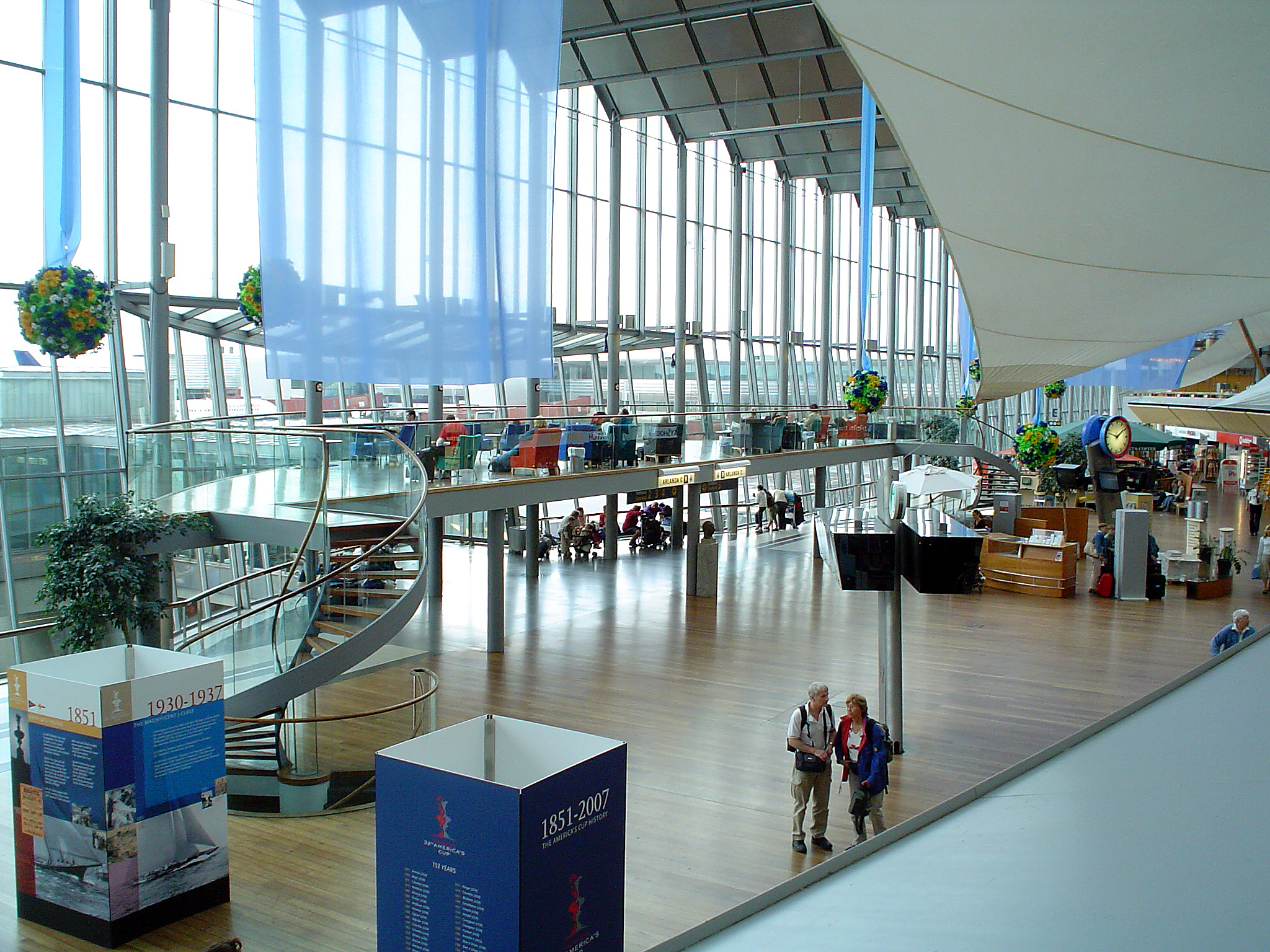
Arlanda flygplats.

Stockholms största och internationella flygplats är Arlanda, belägen i Sigtuna kommun, Stockholms län, cirka 40 km från Stockholms city.
I Stockholm finns även cityflygplatsen Bromma flygplats som invigdes 1936, cirka 10 km från city. Dess andel av Stockholms flygtrafik har från 1960-talet minskat till Arlandas fördel, men har de senaste åren fått en renässans med ett växande antal utrikesdestinationer (Bryssel och Århus). Det buller som flygplatsen ger upphov till har skapat en opinion som under de senaste decennierna har krävt att flygplatsen skall läggas ned. Stockholms kommun äger marken och har avtalat med luftfartsverket att myndigheten har rätt att disponera marken fram till 31 december 2038 då bland annat betydelsen av en citynära flygplats bedömts överväga nackdelarna.
Även Skavsta flygplats i Nyköping och Västerås flygplats fungerar som flygplatser åt många resenärer till och från Stockholm, trots avstånden (110 km respektive 105 km från city). Flera lågprisflygbolag trafikerar de flygplatserna.

### Sjöfart

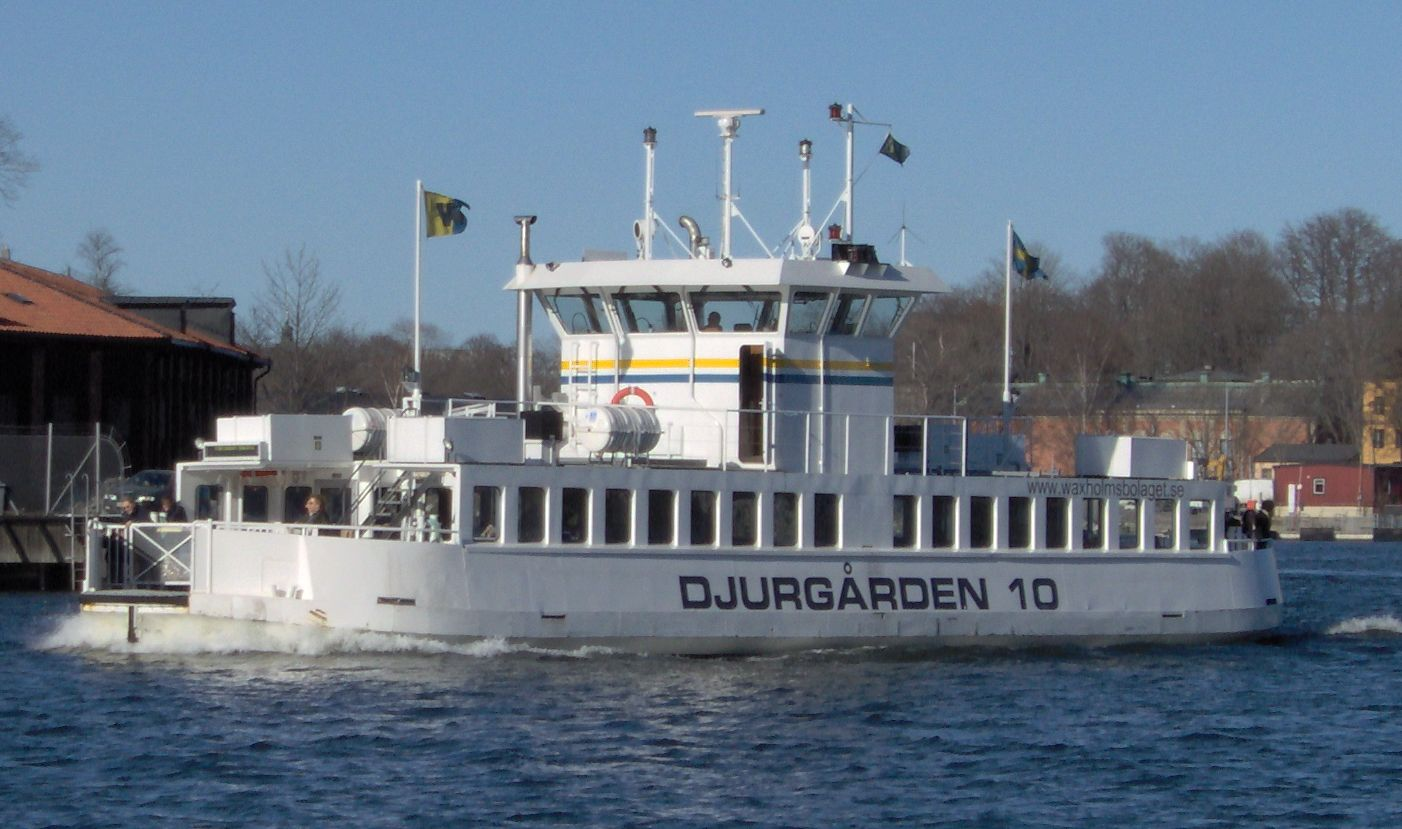
Djurgårdsfärjan, Djurgården 10.

Region Stockholm har huvudansvaret för året-runt-trafiken i Stockholms skärgård (från Arholma till Landsort) genom det helägda bolaget Waxholmsbolaget. Rederiet har delvis egna fartyg, men köper även in tjänster från lokala rederier. Det är sedan 1994 beställare av skärgårdstrafiken och driver inte några fartyg, inte ens sina egna.
Dessutom finns det många nöjes- och charterrederier, det mest kända är det så kallade Strömma Kanalbolaget.
Stockholm är genom Stockholms Hamnar en betydelsefull hamnstad i Östersjön med regelbunden båttrafik till de länder som ligger på andra sidan Östersjön. Det går dagligen färjor till Tallinn, Helsingfors, Åbo och Mariehamn.

### Taxi
Stockholms första taxi av märket Daimler köptes i Stuttgart 1899 av Pontus Qvarnström för 11 000 riksmark. Bilen såldes för 9 000 kronor till kronprinsen Gustaf efter en demonstrationstur i samband med ett tennisparti. Kronprinsen ansåg dock att bilen gick för sakta i backarna vid Tullgarns slott. Han tvingades gå av och skjuta på ibland, vilket han snart tröttnade på. Därefter såldes Daimlerna till taxameterbolaget, som bedrev trafikservice med hästdroskor. Stockholm hade därmed fått sin första taxi. Bilen stod oftast parkerad utanför Hotell Rydberg vid Gustav Adolfs torg,  men krävde många reparationer vilket gjorde att den såldes efter ett par år.